# 558
558 (DLVIII) var ett normalår som började en tisdag i den julianska kalendern.

Frankerriket i slutet av 550-talet.

## Händelser

### December
- 13 december – När Childebert I dör kan hans bror Chlothar I återförena hela Frankerriket, då han även övertar dennes rike Paris (markerat med rosa på vidstående karta) och sedan tidigare är kung över Soissons (markerat med marinblått på vidstående karta). Frankerriket förblir sedan enat till Chlothars död tre år senare, då det på nytt delas mellan hans fyra söner.

### Okänt datum
- Guanghuatemplet blir färdigt.
- Istämi av Västturkiska khaganatet besegrar heftaliterna i allians med sasanidernas imperium i Perserriket.
- Conall mac Comgaill blir kung av Dalriada.

## Födda
- Gao Yan, kejserlig prins av den kinesiska dynastin Norra Qi.
- Yu Shinan, mästare i kalligrafi i början av Tangdynastin.

## Avlidna
- 13 december – Childebert I, frankisk kung av Paris sedan 511.
- Jing av Liang, kinesisk kejsare under Liangdynastin.
- Dugu, kejsarinna under dynastin Norra Zhou.
- Gabrán mac Domangairt, kung av Dalriada.